# Hanuš Karlík

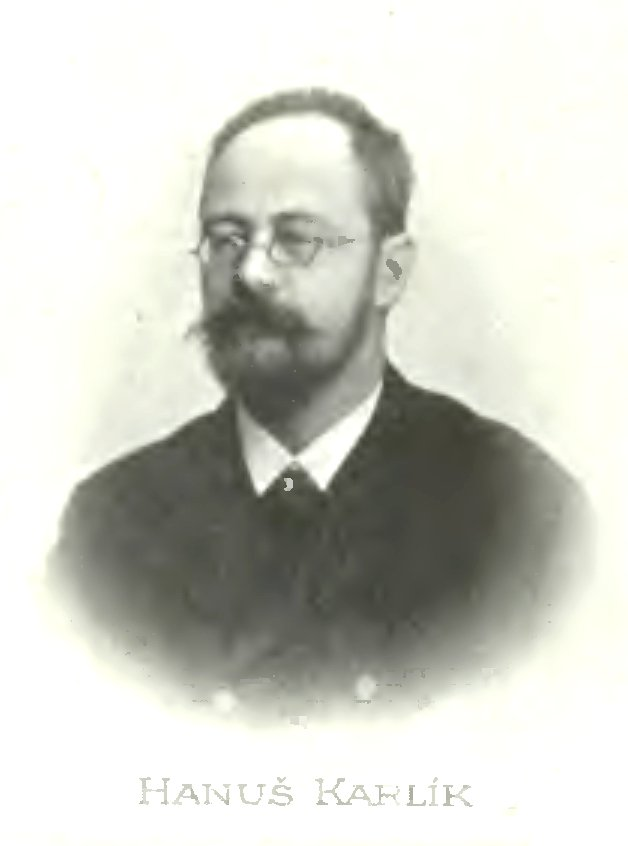
Hanuš Karlík im Jahre 1899

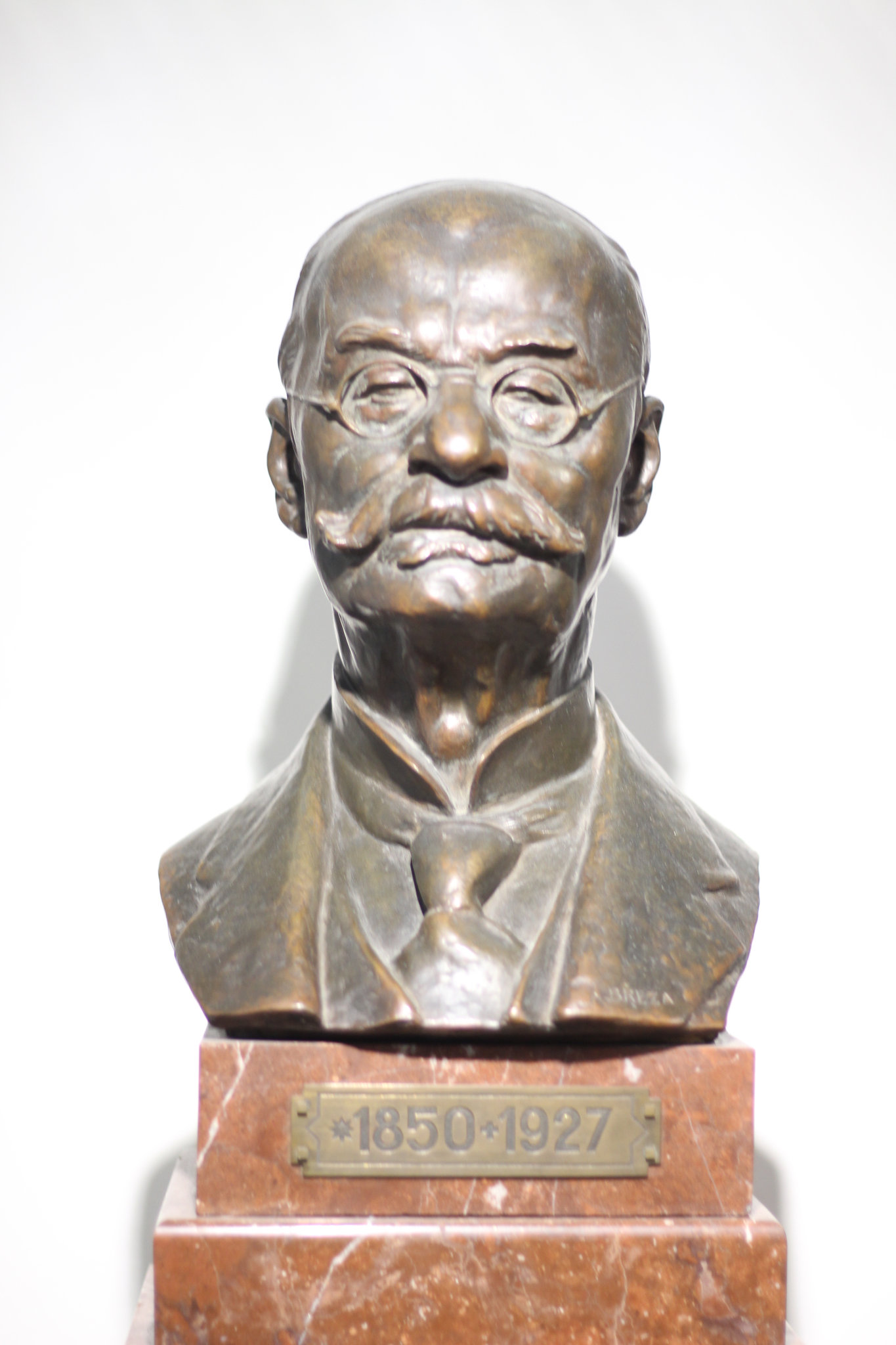
Statue, nationales technisches Museum in Prag

Hanuš Karlík (* 23. März 1850 in Rokitzan in Böhmen; † 10. Januar 1927 in Prag) war ein böhmischer Industrieller.

## Leben
Hanuš Karlík studierte am Polytechnikum Prag technische Chemie. Ab 1870 war er in verschiedenen böhmischen Zuckerfabriken tätig. In Nimburg entwickelte er 1886 ein verbessertes Reinigungsverfahren des Rübensaftes durch dreifache Saturation und führte die Osmose in der Zuckerfabrikation ein.
Im Jahr 1876 war er an der Gründung des „Spolek pro průmysl cukrovarnický v Čechách“ („Vereins für Zuckerindustrie in Böhmen“) beteiligt. In den Jahren nach dem Ersten Weltkrieg war er von 1919 bis 1928 Vorsitzender des „Ústřední spolek čsl. průmyslu cukrovarnického v Praze“ („Zentralver. der tschechoslowak. Zuckerindustrie in Prag“). Das Prager Forschungsinstitut für Zuckererzeugung baute er zu einer wissenschaftlichen Forschungseinrichtung mit Weltgeltung aus.
Neben seiner beruflichen Tätigkeit betätigte er sich auch kulturell, wie bei der Gründung des Technischen Museums in Prag. Am Volkswirtschaftlichen Institut an der Tschechischen Akademie war er in den Jahren 1920 bis 1927 Vorsitzender. Von der Technischen Hochschule wurde er zum Doktor h. c. für seine Verdienste in der Zuckerindustrie ausgezeichnet.

## Schriften
- O vyslazování kalů saturačních (Über den Zuckerentzug beim saturierten Keim), in: Listy chem., 1878
- Příspěvky k osmose (Beitr. zur Osmose), in: Listy cukr., 1883
- Nový způsob čistění štáv řepových (Neue Art der Reinigung von Zuckerrübensaft), in: Listy cukr., 1886
- Karlíkovy vložky do saturateurů (Karlíks Ergänzungen zur Saturation), in: Listy cukr., 1893/94
- Ústřední spolek českosl. průmyslu cukrovarnického v Praze (Zentralver. der tschechoslowak. Zuckerindustrie in Prag), 1919; etc.